# NGC 6700
NGC 6700 ist eine Balken-Spiralgalaxie vom Hubble-Typ SBc im Sternbild Leier am Nordsternhimmel. Sie ist schätzungsweise 214 Millionen Lichtjahre von der Milchstraße entfernt.
Das Objekt wurde am 18. August 1873 von Edouard Stephan entdeckt.